# Parectecephala microps
Parectecephala microps är en tvåvingeart som beskrevs av Oswald Duda 1930. Parectecephala microps ingår i släktet Parectecephala och familjen fritflugor. Inga underarter finns listade i Catalogue of Life.